# 498.
◄ | 4. stoljeće | 5. stoljeće | 6. stoljeće | ►
◄ | 460-ih | 470-ih | 480-ih | 490-ih | 500-ih | 510-ih | 520-ih | ►
◄◄ | ◄ | 495. | 496. | 497. | 498. | 499. | 500. | 501. | ► | ►►
Astronomija • Književnost • Kršćanstvo • Pravo • Promet

## Smrti
- 16. studenog – Anastazije II., papa

## Vanjske poveznice
|  | Zajednički poslužitelj ima još gradiva o temi 498. |